# Poly(hydrochlorure d'allylamine)
Le poly(hydrochlorure d'allylamine) (en anglais : poly(allylamine hydrochloride)) est un polyélectrolyte chargé positivement à pH neutre grâce à son groupe amine.
Il est notamment utilisé en association avec un polyélectrolyte négatif, pour la construction de films multicouches de polyélectrolytes (PEM).